# District de Sion
Le district de Sion, appelé en allemand Bezirk Sitten et dont Sion est le chef-lieu, est un des treize districts du canton du Valais en Suisse.

## Liste des communes
Voici la liste des communes composant le district avec, pour chacune, sa population.

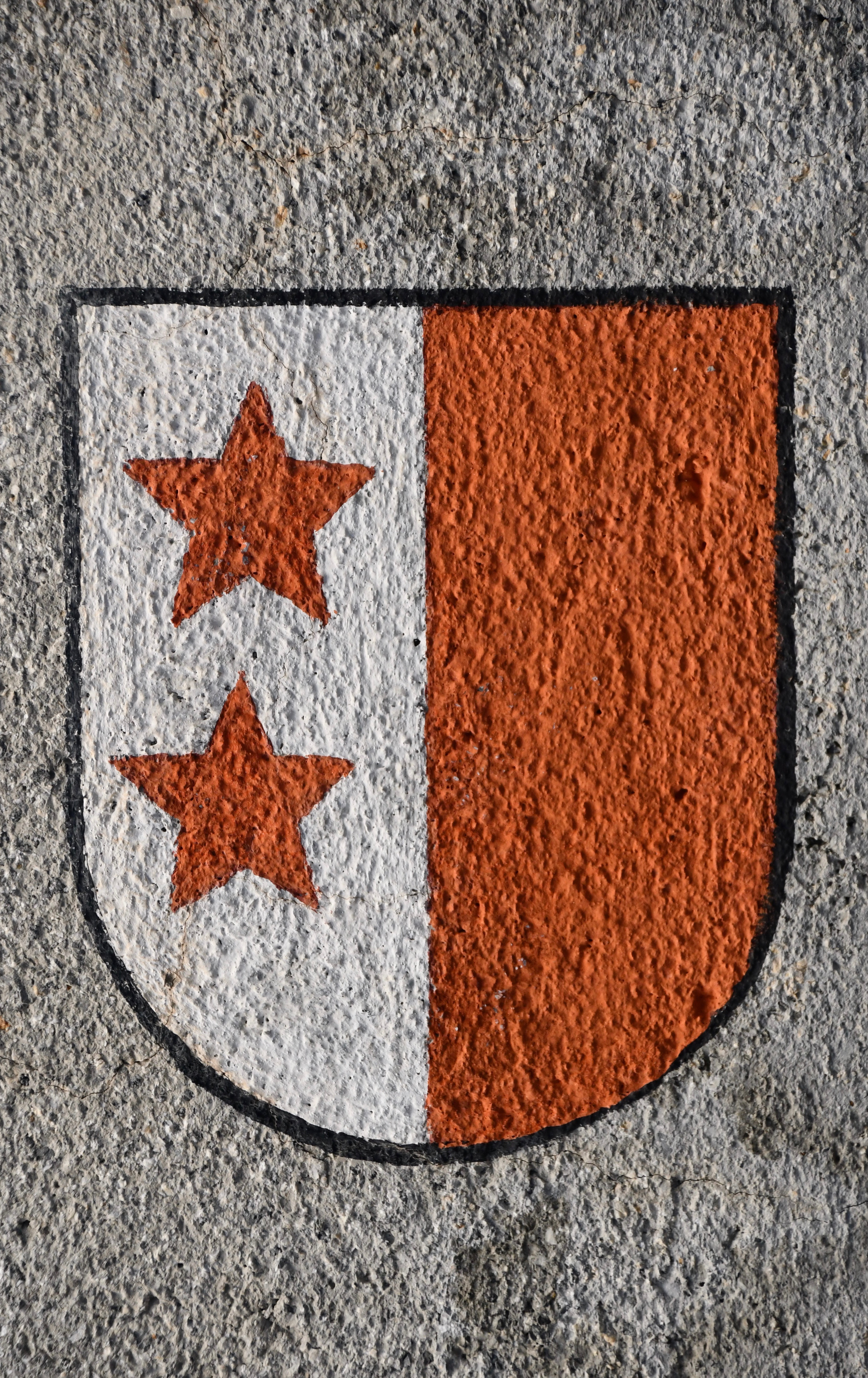
Peinture du blason du district.

| Nom       | N° OFS | Population (décembre 2022) |
| --------- | ------ | -------------------------- |
| Arbaz     | 6261   | +001 390,                  |
| Grimisuat | 6263   | +003 774,                  |
| Savièse   | 6265   | +008 097,                  |
| Sion      | 6266   | +035 650,                  |
| Veysonnaz | 6267   | +000594,                   |
| Total     | Total  | +049 505,                  |